# Eusarca mimaria
Eusarca mimaria là một loài bướm đêm trong họ Geometridae.